# Boîte de nuit (film)
Pour les articles homonymes, voir Boîte et Boîte de nuit.
Pour plus de détails, voir Fiche technique et Distribution.
Boîte de nuit est un film français réalisé par Alfred Rode, sorti en 1951.

## Synopsis
Un couple de danseurs danse dans une boîte de nuit. Le danseur fait des scènes à sa maitresse. Un crime est commis, et on soupçonne le père de la danseuse, puis le danseur jaloux.

## Fiche technique
- Réalisation : Alfred Rode, assisté de Jean Bastia
- Scénario : Marcel Rivet
- Dialogues : Henri Decoin
- Décors : Émile Alex
- Photographie : Enzo Riccioni
- Son : Joseph de Bretagne
- Musique : Rolf Marbot, Alfred Rode, Eddie Warner
- Production :  Alfred Rode
- Société de production : S.F.F.A.R.
- Directeur de production : Robert Florat
- Société de distribution : Consortium du Film
- Pays de production :  France
- Format : Noir et blanc - 1,37:1 - 35 mm - Son mono
- Genre : Film musical
- Durée : 90 minutes
- Date de sortie : 
  - France : 20 juillet 1951
- Affiche : Roger Rojac (France)

## Distribution
- Claudine Dupuis : Gina la vedette
- Alfred Rode : Vidmar Valdesco
- Pierre-Louis : L'inspecteur Garnier
- Saint-Granier : Roland
- Junie Astor : Évelyne
- Jane Marken : Irma
- Anouk Ferjac : Jackie
- Louis Seigner : Constanzo / Boris Armanian
- Howard Vernon : Charles
- Guy Derlan : Victor
- Philippe Richard
- Marcel Pérès
- Robert Le Béal : L'ami d’Évelyne
- Maurice Régamey : Lombard
- Mag-Avril : Esther
- Marcel Melrac : Le chauffeur